# Station Bonn-Oberkassel
Station Bonn-Oberkassel is een spoorwegstation in de Duitse plaats Bonn.   